# Kiririme
Kiririme är ett vattendrag i Burundi.   Det ligger i provinsen Ngozi, i den norra delen av landet, 70 kilometer nordost om huvudstaden Bujumbura.
Omgivningarna runt Kiririme är en mosaik av jordbruksmark och naturlig växtlighet. Runt Kiririme är det tätbefolkat, med 591 invånare per kvadratkilometer.